# Jan Kobylarz
Jan Kobylarz – poseł do Sejmu Krajowego Galicji I kadencji (1861–1867), włościanin z Niska.
Wybrany do Sejmu Krajowego w IV kurii obwodu Rzeszów, z okręgu wyborczego nr 60 Rozwadów-Tarnobrzeg-Nisko. 
Pisano o nim, że „w rysach swej twarzy przedstawia prawdziwy typ rolnika słowiańskiego, polskiego, a uczciwość i dobroć serca, jak i zdrowy rozsądek, widać jest z jego oczu“.